# Олехово (Калінінградська область)
Олехово (рос. Олёхово) — селище Озерського міського округу, Калінінградської області Росії. Входить до складу Новостроєвського сільського поселення.
Населення —  348 осіб (2015 рік). 

## Населення
| 2002 | 2010 |
| ---- | ---- |
| 316  | ↗348 |